# Христо Трайков
Христо Трайков Христов е български политик, комунист, деец на Българската комунистическа партия и Вътрешната македонска революционна организация (обединена).

## Биография
Роден е на 26 декември 1900 година в българския южномакедонски град Кукуш, тогава в Османската империя, днес Килкис, Гърция. В 1913 година завършва прогимназия в родния си град. След Междусъюзническата война, в която Кукуш е опожарен, семейството му емигрира в Гюмюрджина, тогава в България. а след Първата световна война, когато България губи Западна Тракия с Гюмюрджина, се мести в Кърджали. Рано останал сирак, Христо се грижи за издръжката на семейството. Изкарва прехраната като общ работник, чиновник в пощата, обущар.
В 1922 година се заселва в София; работи като обущар. Става член на профсъюза на кожаро-обущарските работници. След Септемврийското въстание в 1923 година подпомага възстановяването на профсъюзното движение и изграждането на Независимите работнически професионални съюзи. Става член на ВМРО (обединена) и на Софийския градски комитет на Българската работническа партия (комунисти). Впоследствие е интерниран в село Върбица, Преславско. В периода 1931 – 1933 година е комунистически народен представител в XXIII обикновено народно събрание. По искане на прокуратурата депутатският му имунитет е снет, тъй като срещу него е изготвен обвинителен акт за противодържавна агитация и пропаганда, която води като отговорен редактор на вестник „Работническо дело“. По-късно е арестуван за кратко. Опитва се да прокара комунистически и македонистки идеи в Кукушкото братство. На 24 януари 1933 г. депутатът Трайков е застрелян в София от дейци на ВМРО.

## Памет
На Христо Трайков е наречена улица в квартал „Орландовци“ в София (Карта).